# Noworżew
Noworżew (ros. Новоржев) – miasto w zachodniej Rosji, w obwodzie pskowskim, położone ok. 90 km na wschód od granicy łotewsko-rosyjskiej. W 2010 roku miasto liczyło 3941 mieszkańców.